# Varpaisjärvi
Varpaisjärvi è un ex comune finlandese di 3 052 abitanti, situato nella regione del Savo Settentrionale. È stato soppresso nel 2011 ed è ora compreso nel comune di Lapinlahti.